# 颗粒梭子蟹
颗粒梭子蟹（学名：Portunus granulatus）为梭子蟹科梭子蟹属的动物。分布于从日本、夏威夷、萨摩亚群岛、澳大利亚到马达加斯加、坦桑尼亚、红海、台湾岛以及中国大陆的西沙群岛等地，生活环境为海水，常栖息于珊瑚礁盘的浅水中。